# Dragon Hill, la colina del dragón
Dragon Hill, la colina del dragón és una pel·lícula espanyola de dibuixos animats estrenada en 2002 produïda i escrita per Antonio Zurera dirigida per Ángel Izquierdo en 2002. Va guanyar el Premi Goya a la millor pel·lícula d'animació.

## Sinopsi
Història d'un món meravellós on viuen tots els dracs, una regió que està protegida per quatre portes (foc, aigua, terra i aire) i vigilada per Ethelberg. Aquest és a més un món on arriba gent procedent altres èpoques i llocs per diferents raons. Aquesta pel·lícula va tenir dues seqüeles, El cubo mágico en 2006 i El corazón de roble en 2012.

## Premis
| Categoria                    | Resultat   |
| ---------------------------- | ---------- |
| Millor pel·lícula d'animació | Guanyadora |
| Millor cançó original        | Nominada   |